# Every Day's a Holiday

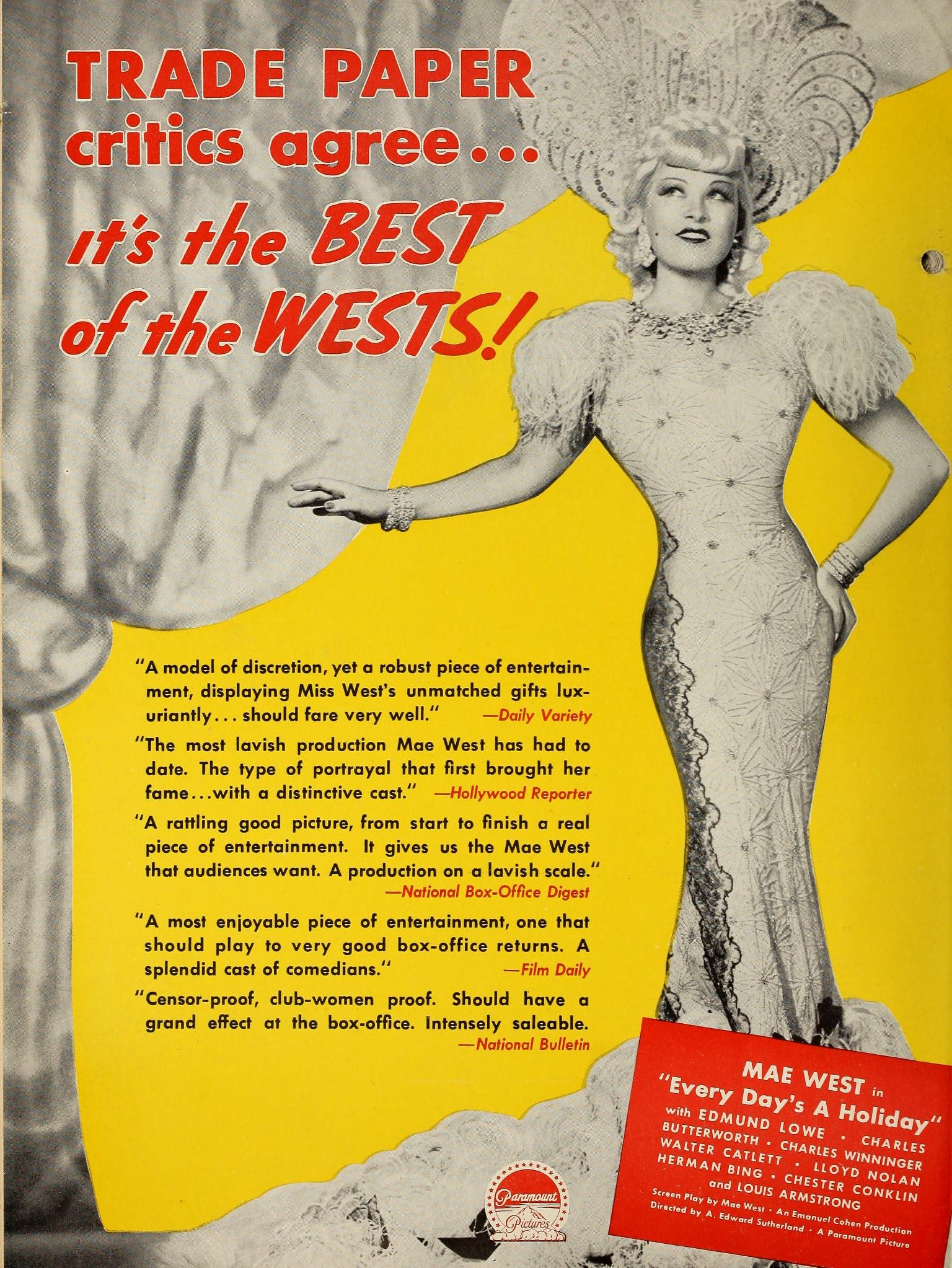

Every Day's a Holiday è un film del 1937 diretto da A. Edward Sutherland.

## Trama
Nella New York a cavallo tra Ottocento e Novecento, Peaches O'Day è ricercata dalla polizia. Affascinato dalla donna, Il capitano McCarey rinuncia ad arrestarla e la lascia andare a patto che lei lasci la città.
Diventata amica di Larmadou, il maggiordomo di Van Doon, Peaches irretisce quest'ultimo. Mentre i tre si trovano insieme al Rector per il gala di Capodanno, Nifty Bailey, l'impresario di Peaches, le propone un travestimento per poter tornare indisturbata a New York: fingendosi la bruna Fifi, piccante francesina, potrà calcare le scene senza essere riconosciuta. Peaches si reca così a Boston ma, quando torna, indossa, insieme a una parrucca nera, i panni di Fifi, famosa artista parigina.
John Quade, il capo della polizia si invaghisce di Peaches ma, quando lei lo respinge, ordina al capitano McCarey di chiudere il teatro e di interrompere lo spettacolo. McCarey, però, rifiuta di farlo e Quade gli prende il distintivo.
Sempre vestita come Fifi, Peaches si reca nell'ufficio di Quade per riconquistare i suoi favori; rimasta sola nella stanza, lei ne approfitta per sottrargli il proprio incartamento. Ormai sia Quade che McCarey hanno riconosciuto Peaches: il capo della polizia minaccia la donna nel suo camerino ma il capitano lo butta fuori. Lei, allora, propone a McCarey di candidarsi come sindaco correndo contro Quade.
Poco prima che McCarey faccia un discorso al Madison Square Garden, gli scagnozzi del suo avversario lo rapiscono ma lui riuscirà a fuggire e a tenere il discorso che decreterà il suo successo sul rivale.

## Produzione
Il film - girato tra l'8 settembre e metà novembre del 1937 - fu prodotto dalla Emanuel Cohen Productions (come Major Pictures Corp.).

## Distribuzione
Il copyright del film venne richiesto dalla Paramount Pictures, Inc. e fu registrato con il numero LP7739 il 14 gennaio 1928.
Distribuito dalla Paramount Pictures, il film uscì nelle sale cinematografiche USA il 18 dicembre 1937.